# Joannes Burgerhoudt
Joannes Burgerhoudt (Schiedam, 2 februari 1770 - aldaar, 23 april 1828) was een Nederlandse jurist, jeneverfabrikant en burgemeester.
Burgerhoudt was een zoon van Gerrit Burgerhoudt, aanvankelijk tuinder en later koopman en korenwijnstoker met een branderij met drie ketels aan de Noordvest te Schiedam, en Maria Lotens. Hij studeerde eerst theologie en vervolgens rechten aan de universiteit van Leiden, waar hij in 1791 promoveerde. Hij vestigde zich als advocaat en notaris in zijn geboortestad en nam daar enige jaren later ook de branderij van zijn vader over. Dit laatste bedrijf, inmiddels firma J. Burgerhoudt & Co, breidde hij danig uit en zou uiteindelijk zeven branderijen en drie mouterijen omvatten. Het succes in de jeneverindustrie stelde hem in staat op flinke schaal in land te investeren. In 1816 kocht hij de buitenplaats Meerwijk bij Koudekerk aan den Rijn (ruim 38 ha.), in 1817 23 ha. land in Oudshoorn, en nog ruim 75 ha. aldaar en in Alphen (Zuid-Holland), de polder Pauluszand in de Biesbos (73 ha.) en in 1828 het landgoed Thedinghsweert (112 morgen) te Avezaath. Via zijn huwelijk werd hij heer van Waarde.
In de periodes 1811-1812 en 1825-1827 was hij burgemeester van Schiedam en was daar tevens lid van de Kamer van Koophandel (1816), speciaal voor de handel op Duitsland en lid van de Raad (1825). Ook was hij lid van de Staten van Holland.
Uit zijn eerste huwelijk (Middelburg (Zeeland), 6 mei 1793) met Francina Benjamina Nijssen, vrouwe in Waarde (geboren 1769, overleden 1814) werden zes kinderen geboren (waarvan uitgebreid nageslacht, waaronder Dick Blok en zijn dochters, Francine Blok, Dieuwertje Blok en Tessel Blok). Zijn tweede huwelijk (Schiedam, 29 september 1815) met Christina Johanna Tromer (1766-1833) bleef kinderloos. 
Joannes Burgerhoudt overleed te Schiedam op 23 april 1828. Uit de inventarisrekeningen en scheiding der boedel die na zijn overlijden opgemaakt werden blijkt dat de baten ruim 1.215.000 gulden bedroegen.

## Archeologie
Tijdens een archeologisch onderzoek in 2019 en 2020 is het woonhuis van Burgerhoudt langs de Schie opgegraven. De rijkdom van zijn woonhuis met een gang van witmarmeren vloertegels, hardstenen drempels en sierlijk vormgegeven duimblokken oversteeg die van de omliggende panden. Het weerspiegelde de welstand van de bewoners, mede verkregen door succes in de jeneverproductie. 
Naast het pand van Burgerhoudt lag een pand dat in eigendom was van destillateur Adrianus Knappert. Op deze locatie werd een aantal vaten aangetroffen van hout al dan niet betegeld met glazen tegels. Daarnaast werden stevige funderingen aangetroffen die het onderstel vormden van destilleerovens. In het rijtje huizen langs de Schie was bovendien nog een pand van winkelier A.M. Mol aanwezig en een pakhuis van wethouder Jan Loopuijt.